# Amphoe Nong Bua Rawe
Amphoe Nong Bua Rawe (thailändisch อำเภอ หนองบัวระเหว) ist ein Landkreis (Amphoe – Verwaltungs-Distrikt) der Provinz Chaiyaphum. Die Provinz Chaiyaphum liegt in der Nordostregion von Thailand, dem so genannten Isan.

## Geographie
Die Nachbarbezirke sind im Uhrzeigersinn von Norden startend: die Amphoe Nong Bua Daeng, Ban Khwao, Chatturat, Sap Yai, Thep Sathit und Phakdi Chumphon. Alle Amphoe liegen in der Provinz Chaiyaphum.
Der Nationalpark Sai Thong liegt im Landkreis Nong Bua Rawe.

## Geschichte
Das Gebiet des heutigen Nong Bua Rawe war ursprünglich ein Tambon des Amphoe Chatturat. Am 17. April 1978 wurde es jedoch abgetrennt und zusammen mit dem Tambon Wang Takhe zu einem „Zweigkreis“ (King Amphoe) aufgewertet.
Am 1. Januar 1988 wurde er zum Amphoe heraufgestuft.

## Verwaltung

### Provinzverwaltung
Der Landkreis Nong Bua Rawe ist in fünf Tambon („Unterbezirke“ oder „Gemeinden“) eingeteilt, die sich weiter in 49 Muban („Dörfer“) unterteilen.
| Nr. | Name          | Thai        | Muban | Einw.  |
| --- | ------------- | ----------- | ----- | ------ |
| 01. | Nong Bua Rawe | หนองบัวระเหว | -     | 06.026 |
| 02. | Wang Takhe    | วังตะเฆ่      | 18    | 14.294 |
| 03. | Huai Yae      | ห้วยแย้       | 14    | 07.306 |
| 04. | Khok Sa-at    | โคกสะอาด    | 09    | 06.170 |
| 05. | Sok Pla Duk   | โสกปลาดุก    | 08    | 04.193 |

### Lokalverwaltung
Es gibt drei Kommunen mit „Kleinstadt“-Status (Thesaban Tambon) im Landkreis:
- Nong Bua Rawe (Thai: เทศบาลตำบลหนองบัวระเหว) besteht aus dem ganzen Tambon Nong Bua Rawe.
- Huai Yae (Thai: เทศบาลตำบลห้วยแย้) besteht aus dem gesamten Tambon Huai Yae.
- Khok Sa-at (Thai: เทศบาลตำบลโคกสะอาด) besteht aus dem gesamten Tambon Khok Sa-at.

Außerdem gibt es zwei „Tambon-Verwaltungsorganisationen“ (องค์การบริหารส่วนตำบล – Tambon Administrative Organizations, TAO):
- Wang Takhe (Thai: องค์การบริหารส่วนตำบลวังตะเฆ่)
- Sok Pla Duk (Thai: องค์การบริหารส่วนตำบลโสกปลาดุก)